# Меланж (кулінарія)
Яєчний меланж — це суміш яєчних білків і жовтків (без шкаралупи), яку змішують, фільтрують, пастеризують, охолоджують і заморожують при температурі -18°С у металевих банках по 5, 8 і 10 кг. Яєчний меланж зберігають у замороженому вигляді  при температурі від -9 до -10°С і відносній вологості повітря 80–85% до 8 місяців.

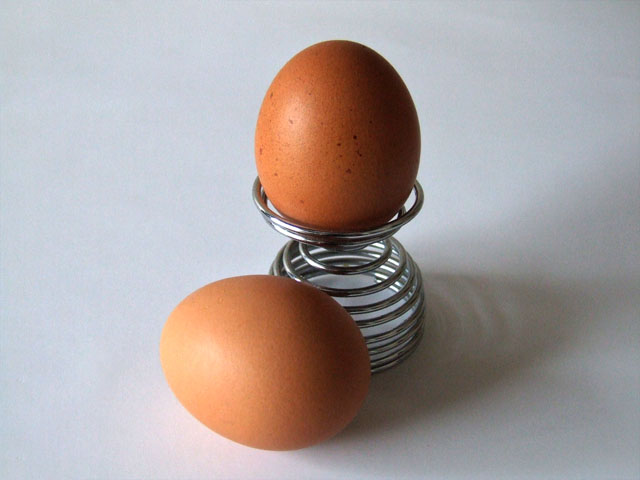
Яйце зі збереженою шкаралупою

У промисловій кулінарії яйця — не дуже зручна сировина, бо:
 — їх шкаралупа крихка, що ускладнює їх транспортування,
 — через форму яєць між ними залишається багато повітряного простору, тому вони займають багато місця при транспортуванні та зберіганні.
Тому в харчовій промисловості яйця часто замінюють сумішшю яєчних білків і жовтків, званою меланжем, яка не має цих недоліків.
Меланж — це напіврідка маса жовтого або жовто-оранжевого кольору. Заморожений меланж має набагато довший термін зберігання, ніж свіжі яйця в шкаралупі. Недоліком є високий ризик мікробіологічного забруднення.  
Меланж використовують для приготування страв, які не потребують відділення жовтка від білка (вироби з тіста, омлети, пряженя, запіканки). Для заміни одного яйця вагою 40 г потрібно 40 г меланжу (1:1).